# João Carlos Mayrinck
João Carlos Mayrinck, primeiro e único visconde de Mayrinck, (Lordelo do Ouro, 18 de abril de 1844 — Vassouras, 1905) foi um médico e proprietário luso-brasileiro.

## Biografia
Filho de José Carlos Mayrink, camarista de Sua Majestade a imperatriz, e de Maria Emília Teixeira Bernardes.
Pertencia pela linha paterna a uma antiga família de Ouro Preto, sendo sobrinho de Maria Doroteia Joaquina de Seixas Brandão, imortalizada como Marília de Dirceu nos versos do poeta inconfidente Tomás Antônio Gonzaga. Pela sua linha materna descendia do rico comerciante carioca Pedro José Bernardes, natural de Portugal e tronco da família dos condes e da marquesa de Itamarati. Era irmão do conselheiro Francisco de Paula Mayrink.
Bacharel em Letras pelo Imperial Colégio Pedro II em 1863, onde obteve as melhores notas de todo o curso, formou-se médico pela Faculdade de Medicina do Rio de Janeiro em 1869. Durante seu quarto ano de Faculdade alistou-se como Voluntário da Pátria a prestar serviços nos Hospitais de Sangue por ocasião da Guerra do Paraguai, onde foi encarregado de várias comissões de acompanhar os navios que transportavam cólericos para as províncias do Rio de Janeiro e Santa Catarina, fato que ensejou a oportunidade de observar e estudar o desenvolvimento do assunto que tomou para tema de sua Tese de formatura.
Morou e clinicou na cidade fluminense de Vassouras durante quatro anos. Voltou ao Rio de Janeiro onde viveu até 1880, quando retirou-se para a Europa onde demorou-se até 1893. Retornou novamente a Paris onde residiu por nove anos para acompanhar a educação dos filhos. Retornando ao Brasil mais uma vez, estabeleceu-se na Fazenda Piracima, no município fluminense da Paraíba do Sul.
Era médico da Beneficência Portuguesa do Rio de Janeiro. Condecorado com a Ordem de Cristo de Portugal e o Oficialato da Ordem da Rosa. Era moço fidalgo em exercício na Casa Imperial Brasileira. Foi agraciado em 1894, com o título de Visconde pelo Reino de Portugal.
Casou em 1874 com Rosa Furquim Werneck de Almeida (1852 - 1912), filha do Dr. Francisco de Assis Furquim de Almeida e Mariana Isabel de Lacerda Werneck, neta materna dos Barões do Pati do Alferes. Tiveram três filhos, entre os quais o diplomata Rafael de Mayrink.
Foi o Visconde de Mayrinck que depois de contato com parentes na Alemanha, incluiu a letra C em seu sobrenome e de seus filhos, modificando e dividindo pela grafia, a família Mayrink no Brasil. Está sepultado no cemitério municipal de Vassouras.